# 北克羅伊登 (英國國會選區)

選區在大倫敦的位置

北克羅伊登（英語：Croydon North），英國國會一自治市選區，包括大倫敦的克羅伊登區北部。
始設於1918年，1955年撤銷，1997年恢復。本區在1955年前一直是保守黨的根據地，而在1997年至2012年的當區議員一直是工黨的馬爾科姆·威克斯。他在2010年大選中以56.0%選票再度連任。